# Рахманан
Рахманан (муснад. 𐩧𐩢𐩣𐩬𐩬 rḥmnn, «Милосердний») — південноаравійський епітет, використовуваний християнами, юдеями і язичниками в Південній Аравії. За цим виразом зазвичай слідує «Дху Самаві», тобто «з небес». Під час правління хім'яритського короля Сум'яфи Ашви Ісуса називали сином Рахманана, тоді як під час правління Абрахи — месією Рахманана.

## Історія
Найраніше відоме використання цього терміна зустрічається в написі, написаному аккадською та арамейською мовами і присвяченому богу Хададу.
Раннє використання терміна rḥmnn у Південній Аравії зустрічається у політеїстичних написах. Він зустрічається в написах, написаних пізньосабейською мовою. Пізніше епітет Рахманан було прийнято юдеями і християнами у Південній Аравії, які намагалися відтіснити традиційні язичницькі вірування.